# Masahiko Kōmura
Masahiko Kōmura (jap. 高村 正彥 Kōmura Masahiko; ur. 15 marca 1942 w Shūnanie) – japoński polityk Partii Liberalno-Demokratycznej. Jest absolwentem Wydziału Prawa Uniwersytetu Chuo (Chūō Daigaku).
Karierę polityczną rozpoczął w 1980 r., kiedy po raz pierwszy dostał się do Izby Reprezentantów z pierwszego okręgu wyborczego w prefekturze Yamaguchi i reprezentuje go nieprzerwanie. Piastował wiele stanowisk w swojej partii i w administracji państwowej.
W 1987 r. został wiceministrem w Agencji Obrony, a w 1989 r. wiceministrem finansów.
W 1994 r. objął posadę dyrektora generalnego (w randze ministra stanu) w Agencji Planowania Ekonomicznego, którą piastował przez rok.
W 1996 r. został wiceministrem spraw zagranicznych, a w 1998 r. otrzymał po raz pierwszy stanowisko ministra spraw zagranicznych w gabinecie premiera Keizō Obuchi.
Rok później odszedł z tego stanowiska, aby w 2000 r. zostać ministrem sprawiedliwości w rządzie Yoshirō Moriego. Wraz z upadkiem rządu Moriego, Kōmura przestał pełnić ministerialne obowiązki.
Premier Shinzō Abe w 2007 r. powierzył mu tekę ministra obrony, a po kilku tygodniach w nowym rządzie premiera Yasuo Fukudy otrzymał ponownie stanowisko ministra spraw zagranicznych.